# Liste der denkmalgeschützten Objekte in Gutau
Die Liste der denkmalgeschützten Objekte in Gutau enthält die 14 denkmalgeschützten, unbeweglichen Objekte der oberösterreichischen Gemeinde Gutau.

## Denkmäler
| Foto |                 | Denkmal                                                           | Standort                                      | Beschreibung | Metadaten |
| ---- | --------------- | ----------------------------------------------------------------- | --------------------------------------------- | --- | --- |
| ja   | Datei hochladen | Herrenhaus HERIS-ID: 19168 Objekt-ID: 15466                       | Lehen 15 Standort KG: Gutau                   | Herrenhaus der ehemaligen Hammerschmiede Riedlhammer | BDA-Hist.: Q37846789 Status: Bescheid Stand der BDA-Liste: 2025-06-30 Name: Herrenhaus GstNr.: .97/3 Herrenhaus Riedlhammer                                       |
| ja   | Datei hochladen | Ehem. Hammerschmiede HERIS-ID: 19169 Objekt-ID: 15467             | bei Lehen 15 Standort KG: Gutau               | Die einstige Huf- und Waffenschmiede der Ritter von Prandegg wurde seit dem 16. Jahrhundert als Sensenschmiede „Riedlhammer“ betrieben. 1777 erfolgte ein großzügiger Neubau. Seit 1912 fungiert das Hauptgebäude als Wasserkraftwerk. | BDA-Hist.: Q118733010 Status: Bescheid Stand der BDA-Liste: 2025-06-30 Name: Ehem. Hammerschmiede GstNr.: .97/4 Hauptgebäude Riedlhammer                          |
| ja   | Datei hochladen | Stall- und Wirtschaftsgebäude HERIS-ID: 19172 Objekt-ID: 15470    | bei Lehen 15 Standort KG: Gutau               | Stall- und Wirtschaftsgebäude der ehemaligen Hammerschmiede Riedlhammer | BDA-Hist.: Q37846855 Status: Bescheid Stand der BDA-Liste: 2025-06-30 Name: Stall- und Wirtschaftsgebäude GstNr.: .97/1 Stall- und Wirtschaftsgebäude Riedlhammer |
| ja   | Datei hochladen | Sog. Kellerstöckl HERIS-ID: 19170 Objekt-ID: 15468                | Lehen 35 Standort KG: Gutau                   | Gebäude im Areal der ehemaligen Hammerschmiede Riedlhammer | BDA-Hist.: Q37846826 Status: Bescheid Stand der BDA-Liste: 2025-06-30 Name: Sog. Kellerstöckl GstNr.: .95 Kellerstöckl Riedlhammer                                |
| ja   | Datei hochladen | Sogenanntes Gasthaus Riedlhammer HERIS-ID: 19171 Objekt-ID: 15469 | Lehen 42 Standort KG: Gutau                   | So genanntes Gasthaus im Areal der ehemaligen Hammerschmiede Riedlhammer | BDA-Hist.: Q37846843 Status: Bescheid Stand der BDA-Liste: 2025-06-30 Name: Sog. Gasthaus GstNr.: .97/2 Sogenanntes Gasthaus Riedlhammer                          |
| ja   | Datei hochladen | Marktbrunnen HERIS-ID: 19132 Objekt-ID: 15430                     | bei Marktplatz 12 Standort KG: Gutau          | Der Brunnen hat ein achteckiges Becken mit Reliefs der Heiligen Leonhard, Florian, Ägidius und Nikolaus und wurde um 1886 erbaut. | BDA-Hist.: Q37846723 Status: § 2a Stand der BDA-Liste: 2025-06-30 Name: Marktbrunnen GstNr.: 1648/3 Marktbrunnen (Gutau)                                          |
| ja   | Datei hochladen | Pranger HERIS-ID: 19133 Objekt-ID: 15431                          | Pregartenerstraße 4 Standort KG: Gutau        | Der Pranger stammt aus dem 17. Jahrhundert. | BDA-Hist.: Q37846741 Status: § 2a Stand der BDA-Liste: 2025-06-30 Name: Pranger GstNr.: 556/2 Pranger, Gutau                                                      |
| ja   | Datei hochladen | Kath. Pfarrkirche Hl. Ägidius HERIS-ID: 19128 Objekt-ID: 15426    | Sankt Leonharderstraße Standort KG: Gutau     | Die dreischiffige, fünfjochige spätgotische Kirche wurde vermutlich Anfang des 16. Jahrhunderts in dieser Form erbaut. Im Inneren ist ein Sternrippengewölbe, das die hohe und weite Langhaushalle nach oben abschließt. Der Hochaltar ist sehenswert und stammt aus dem Jahr 1679. Südlich des Chors befindet sich die Sakristei.                                                                                      | BDA-Hist.: Q37846663 Status: § 2a Stand der BDA-Liste: 2025-06-30 Name: Kath. Pfarrkirche Hl. Ägidius GstNr.: .57 Church of Saint Giles (Gutau)                   |
| ja   | Datei hochladen | Hl. Johannes Nepomuk-Kapelle HERIS-ID: 19131 Objekt-ID: 15429     | Sankt Leonharderstraße Standort KG: Gutau     | Eine barocke Kapelle beim Pfarrhof aus dem Ende des 18. Jahrhunderts. Ein schmiedeeisernes Gitter schützt die Rundbogennische mit dem Heiligen Nepomuk. | BDA-Hist.: Q37846707 Status: § 2a Stand der BDA-Liste: 2025-06-30 Name: Hl. Johannes Nepomuk-Kapelle GstNr.: 517/1 Hl. Johannes Nepomuk-Kapelle (Gutau)           |
| ja   | Datei hochladen | Färberhaus HERIS-ID: 19113 Objekt-ID: 15411                       | Sankt Leonharderstraße 3 Standort KG: Gutau   | Ein historisch gewachsener zweiteiliger Bau aus dem Ende des 17. Jahrhunderts. Trägt eine barocke Fassade und besitzt im Inneren Holzdecken aus 1709 sowie Stichkappentonnen. Im Erdgeschoß ist heute ein Museum untergebracht. | BDA-Hist.: Q37846647 Status: Bescheid Stand der BDA-Liste: 2025-06-30 Name: Färberhaus GstNr.: .54 Färbermuseum Gutau                                             |
| ja   | Datei hochladen | Pechölstein HERIS-ID: 19130 Objekt-ID: 15428                      | bei Sankt Oswalderstraße 2 Standort KG: Gutau | Dieser Pechölstein lag bis zum Jahre 1981 in einem Bühel nahe dem Bauernhof Riener in Gutau, Erdmannsdorf Nr. 26, und wurde von der Familie Krennbauer der Allgemeinheit zur Verfügung gestellt. | BDA-Hist.: Q37846690 Status: § 2a Stand der BDA-Liste: 2025-06-30 Name: Pechölstein GstNr.: 513/13 Pechölstein (Gemeindeamt Gutau)                                |
| ja   | Datei hochladen | Schloss Tannbach (Hauptgebäude) HERIS-ID: 19129 Objekt-ID: 15427  | Tannbach 1 Standort KG: Gutau                 | Das ursprüngliche Gebäude war ein Edelmannssitz, der später zu einem Renaissancebau mit Ecktürmen und kleinem Uhrturm umgebaut wurde. Zwischen 1873 und 1878 wurde das Schloss im Türmchen-Stil umgebaut. Das Schloss ist heute ein dreigeschoßiger Bau mit rechteckiger Grundfläche. An den Ecken befinden sich Erkertürmchen mit aufgesetztem Zwiebelturm. Die Schmalseiten werden von geschwungenen Giebeln geziert. | BDA-Hist.: Q2243686 Status: Bescheid Stand der BDA-Liste: 2025-06-30 Name: Schloss Tannbach (Hauptgebäude) GstNr.: .7 Schloss Tannbach                            |
| ja   | Datei hochladen | Bildstock HERIS-ID: 19159 Objekt-ID: 15457                        | bei Tannbach 43 Standort KG: Gutau            | Der Bildstock hat einen gefaster Schaft mit Wappenschildern mit der Jahreszahl 1496. | BDA-Hist.: Q37846774 Status: § 2a Stand der BDA-Liste: 2025-06-30 Name: Bildstock GstNr.: 1647/1 Bildstock bei Tannbach 43                                        |
| ja   | Datei hochladen | Pechölstein Hundsberg HERIS-ID: 19149 Objekt-ID: 15447            | südlich Hundsdorf 9 Standort KG: Hundsdorf    | Ein mit dem Boden fest verbundener Stein, mit einer glatten Oberfläche, der zum Zweck der Pechölgewinnung mit Rillen (blattrispenartig) versehen ist. Das Rillenmuster weist eine Blattform auf und hat einen Durchmesser von über 2 m. Er ist auch vom Land Oberösterreich als Naturdenkmal (Listeneintrag) ausgewiesen.                                                                                               | BDA-Hist.: Q37846756 Status: Bescheid Stand der BDA-Liste: 2025-06-30 Name: Pechölstein Hundsberg GstNr.: 1362 OÖ-Naturdenkmal nd197 Pechölstein Hundsdorf        |